# Галерея Марата Гельмана
Галере́я Мара́та Ге́льмана — художественная галерея современного искусства в Москве, одна из первых частных галерей России, основана Маратом Гельманом в ноябре 1990 года. В 2002—2004 гг. существовал также филиал галереи в Киеве.

## О галерее
В галерее, в частности, проходили выставки таких художников XX века, как Йозеф Бойс и Энди Уорхол, а также широкомасштабные некоммерческие проекты «Седьмому съезду народных депутатов посвящается…», «Конверсия», «Выбор народа», «Телесное пространство», «Новые деньги».
По данным с официального сайта: основной задачей в просветительской деятельности галерея ставит противодействие ретроградной, псевдопатриотической идеологии и распространение демократических и прогрессивных художественных идей и тенденций. Наиболее известные проекты галереи Гельмана в этой области — «Выбор Народа» (1994), «Компромат» (1996) и «Мы-Они» (2003).
1 марта 2005 года фракция «Родина» просила Генпрокуратуру привлечь к уголовной ответственности Гельмана, так же как и организаторов выставки современного искусства «Россия-2». По мнению фракции, экспонаты на выставке носили оскорбительный характер.
В октябре 2006 года было совершено нападение на Галерею Гельмана, в ходе которого был избит сам Гельман, и уничтожены 20 работ грузинского художника Александра Джикии. Гельман заявил, что считает это делом рук националистов.
В апреле 2012 года Марат Гельман объявил о закрытии своей галереи.

## Круг художников
- Группа «АЕС»
- Никита Алексеев
- Виктор Алимпиев
- Юрий Альберт
- Владимир Анзельм
- Татьяна Антошина
- Сергей Ануфриев
- Владимир Архипов
- Виктор Алимпиев — Сергей Вишневский
- Семён Агроскин
- Андрей Бартенев
- Алексей Беляев-Гинтовт
- Александр Бренер
- Сергей Братков
- Андрей Безукладников
- Александр Бродский
- Гриша Брускин
- Сергей Бугаев
- Эрик Булатов
- Дмитрий Булныгин
- Ира Вальдрон
- Олег Васильев
- Андрей Великанов
- Герман Виноградов (Бикапо)
- Александр Виноградов
- Вадим Воинов
- Владимир Дубосарский
- Александр Джикия
- Евгений Дыбский
- Римма и Валерий Герловины
- Эдуард Гороховский
- Георгий Гурьянов
- Дмитрий Гутов
- Людмила Горлова
- Елена Елагина
- Владислав Ефимов и Аристарх Чернышев
- Анатолий Журавлёв
- Вадим Захаров
- Константин Звездочетов
- Лариса Звездочетова
- Юрий Злотников
- Император Вава
- Франсиско Инфанте
- Илья Кабаков
- Алексей Каллима
- Елена Китаева
- Николай Козлов
- Марина Колдобская
- Вячеслав Колейчук
- Виталий Комар и Александр Меламид
- Мария Константинова
- Александр Косолапов
- Олег Котельников
- Валерий Кошляков
- Олег Кулик
- Владимир Куприянов
- Леонид Ламм
- Татьяна Либерман
- Антон Литвин
- Георгий Литичевский
- Оля Лялина
- Игорь Макаревич
- Богдан Мамонов
- Владислав Мамышев-Монро
- Александр Мареев
- Алена Мартынова
- Мартынчики
- Бэлла Матвеева
- Николай Маценко
- «Медицинская герменевтика»
- Вячеслав Мизин
- Митьки
- Борис Михайлов
- Андрей Монастырский
- Евгений Мохорев
- Игорь Мухин
- Татьяна Назаренко
- Ирина Нахова
- Викентий Нилин
- Тимур Новиков
- «Новые тупые»
- «Общество Радек»
- Николай Овчинников
- Антон Ольшванг
- Борис Орлов
- Анатолий Осмоловский
- Георгий Острецов
- Татьяна Панова
- Павел Пепперштейн
- «Перцы»
- Виктор Пивоваров
- Илья Пиганов
- Дмитрий Александрович Пригов
- Георгий Пузенков
- «Речники»
- Гия Ригвава
- Михаил Рогинский
- Михаил Розанов
- Александр Ройтбурд
- Анастасия Рябова
- Арсен Савадов
- Арсен Савадов и Георгий Сенченко
- Айдан Салахова
- Владимир Сальников
- Евгений Семёнов
- «Синие носы»
- «Синий Суп»
- Константин Скотников
- Юрий Соболев
- Леонид Соков
- Юрий Соломко
- Владимир Сорокин
- Авдей Тер-Оганьян
- Олег Тистол
- Дмитрий Ухов
- «Фабрика Найденных Одежд»
- Семён Файбисович
- Фаин и Салаутин
- Андрей Филиппов
- Вадим Фишкин
- Ольга Флоренская
- Александр Флоренский
- Андрей Хлобыстин
- Юрий Хоровский
- Василий Цаголов
- Дмитрий Цветков
- Гор Чахал
- Ольга Чернышева
- Иван Чуйков
- Мария Чуйкова
- Юрий Шабельников
- Александр Шабуров
- Алексей Шульгин
- Стас Шурипа
- Сергей Шутов
- Гия Эдзгверадзе
- Владимир Янкилевский
- Олег Янушевский